# 红军街
红军街是黑龙江哈尔滨南岗区中部的一条马路，东南起马家沟河中山桥，西北止月牙街。长1266米，宽35米。

## 历史
红军街开辟于1898年哈尔滨开埠之初。1921年4月5日，哈尔滨市公议会推举中东铁路第一任局长霍尔瓦特为哈尔滨“荣誉公民”，此路遂被命名为霍尔瓦特大街。1925年改称车站街。1949年，为纪念苏联红军解放东北而改称红军街。